# Juán Segura
Pour les articles homonymes, voir Juan Segura.
Juán Segura, né en 1898 et mort en 1989, est un architecte mexicain.

## Biographie
Il était l'un des architectes mexicains travaillant dans le sillage de la Révolution et qui rejetait les principes du classicisme.